# Geschichte der Stadt Kalisz
Kalisz (deutsch Kalisch) ist seit Entstehung des Landes die älteste Stadt Polens und war 1000 Jahre zuvor eine von vielen schon in griechischen und römischen Quellen benannten Siedlungen östlich der Elbe.

## Vorgeschichte
Die Stadt wurde (neben weiteren im heutigen Polen liegenden Siedlungsplätzen) als Calisia um das Jahr 150 n. Chr. vom alexandrinischen Geographen Claudius Ptolemäus in seinem Werke „Abriss der Geographie“ erwähnt, das Gebiet war aber bereits um das Jahr 1200 v. Chr. von der Bevölkerung der Lausitzer Kultur bewohnt, was man durch zahlreiche Ausgrabungen feststellen zu können glaubt.
In der Zeit von Ptolemäus lag Kalisch im Gebiet Magna Germania als Knotenpunkt an einer der wichtigsten Handelsstraßen Zentraleuropas, Bernsteinstraße genannt, die das Römische Imperium im Süden mit der Ostseeküste verband.
Calisia war damals wahrscheinlich von Lugiern (griechisch: Lygiern) bewohnt, einer Kultgemeinschaft wandalischer, also ostgermanischer Völker in Schlesien und im späteren Westpolen. Dieses altertümliche Calisia lag indessen nicht im Tal der Prosna, wie der heutige Stadtkern, sondern ein paar Kilometer weiter östlich auf dem Gebiet der heutigen Alten Stadt. Später, in der frühen piastischen Zeit bestand dieses Kalisch aus der herzoglichen Burg mit der Paulskirche, der Handwerkersiedlung mit der Adalbertkirche, noch einer benachbarten Siedlung mit der Gotthardkirche und einer Judenstadt, die ebenfalls in der Nähe der Burg lag.

## Mittelalter
Der frühesten Erwähnung von Kalisch im Mittelalter begegnen wir 1106 in der Chronik des Gallus Anonymus, der die Kämpfe zwischen zwei Söhnen des Herzogs Władysław I. Herman, Bolesław III. Schiefmund und Zbigniew beschreibt: Kalisch geriet in die Machtsphäre Zbigniews, der 1102–1106 Herr der Stadt war.
Zum zweiten Mal erwähnt wird Kalisch im Jahre 1136 in der Bulla des Papstes Innozenz II., der über Kalisch als eine der wichtigsten Kastellaneien auf dem Gebiet Polens spricht. Nach Ansicht mancher Historiker war Kalisch damals auch Hauptstadt der Mittelpolnischen Provinz, die die Kastellaneien von Kalisch, Sieradz und Łęczyca umfasste.

## Piastenzeit
Im Testament Boleslaws III. wird Kalisch 1138 dem Senior-Herzogtum Krakau zugeteilt. Nach dem Aufruhr der jüngeren Brüder gegen Władysław II. den Vertriebenen 1146 wurde er gestürzt und Kalisch kam zum Herzogtum Großpolen, wo Mieszko III., genannt der Alte, regierte. Dieser stiftete um 1155 die romanische Schlosskirche zum Heiligen Paul, wo 1193 sein Sohn Mieszko und 1202 er selbst bestattet wurden. Die Fundamente dieser Kirche mit dem Grabstein Mieszkos wurden erst um 1960 auf dem Gebiet der sog. Schwedenschanze gefunden. 1193 wurde Kalisch zur Hauptstadt des gleichnamigen piastischen Herzogtums, das seine Grenzen oft änderte und wo verschiedene Nachkommen Mieszkos III. regierten.
Der schlesische Herzog Henrich I. der Bärtige führte 1233 Krieg gegen den großpolnischen Vetter Władysław Odon, belagerte die Kalischer Burg, eroberte und zerstörte sie. Das Herzogtum Kalisch ging danach an die schlesischen Piasten über. Um 1234 verlegte Heinrich I. die Burg und die Stadt an die heutige Stelle – eine Insel zwischen drei Armen der Prosna. Das alte Kalisch, nunmehr Alte Stadt genannt, sank zu einem Bauerndorf herab. Etwa um 1235 – die genaue Jahreszahl ist nicht bekannt – erhielt Kalisch das Magdeburger Recht und wurde nach dem Muster der schlesischen Städte in strenger Gitterform mit rechteckigem Marktplatz (Ring) aufgebaut. Das Gebiet der Stadt umfasste 18 ha, alle Gebäude außer zwei Kirchen – Nikolaus- und Franziskanerkirche – waren aus Holz. Die „Alte Stadt“ erhielt 1264 das Dorfrecht.

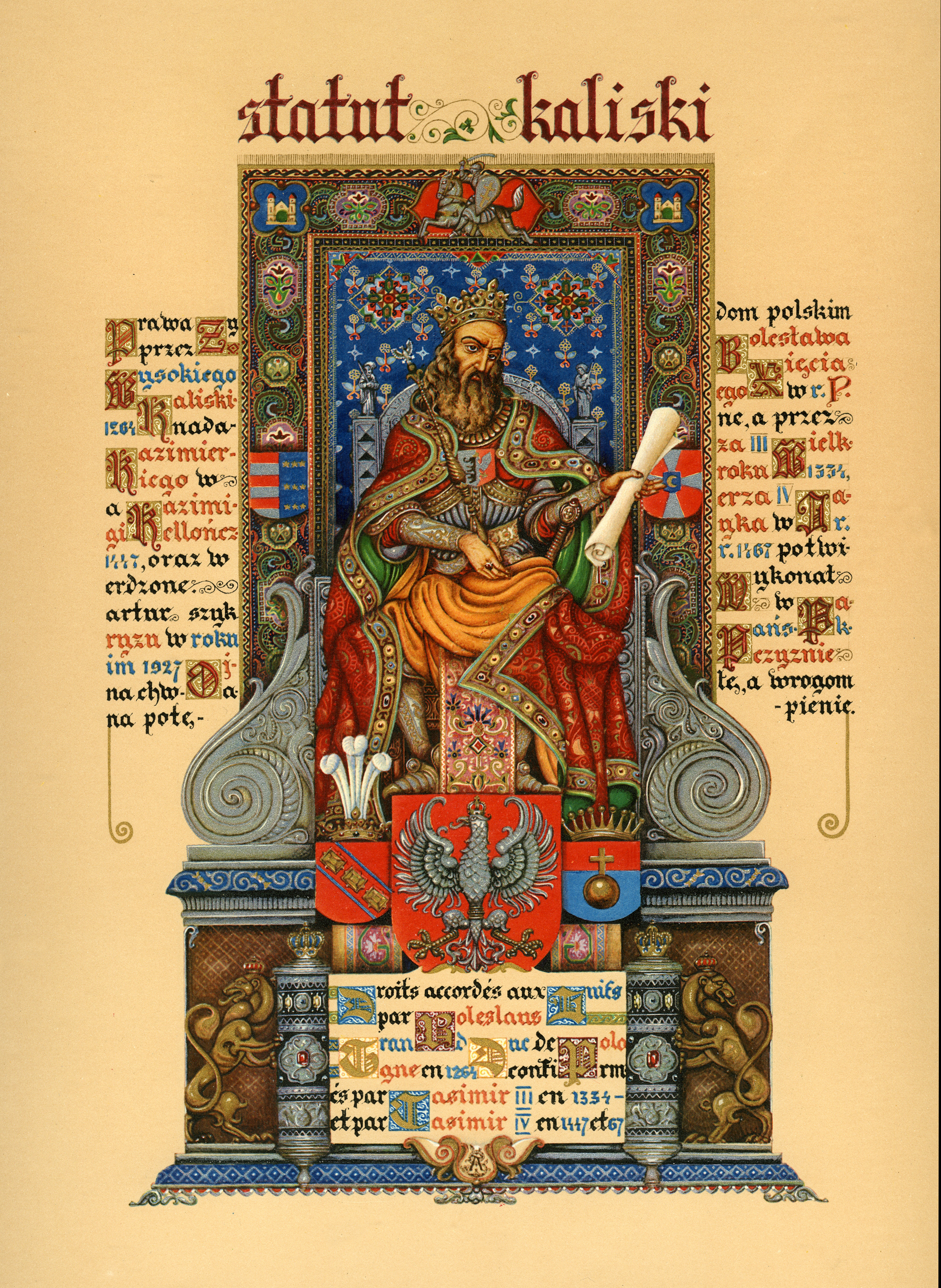
Statut von Kalisz, Visualisierung von Arthur Szyk (1894–1951), Deckblatt mit Kasimir dem Großen, 1927.

Statut kaliski (deutsch: Statut von Kalisch), war ein Judenschutzbrief, der von Herzog Bolesław dem Frommen (poln.: Bolesław Pobożny, 1224/27–1279) am 8. September 1264 in Kalisch erlassen wurde. Mit dem Statut wurden unter anderem Strafen für die Schändung von jüdischen Friedhöfen und Synagogen angedroht. Das Statut enthielt Vorschriften zur Bestrafung jener, die Juden des Ritualmordes beschuldigten. Es regelte die Grundsätze der Handelstätigkeit durch die Juden und sicherte ihnen die Unantastbarkeit des Lebens und des Besitzes zu.
Nach der Wiedervereinigung Polens wurde unter König Władysław I. Ellenlang 1305 eine Verwaltungsreform durchgeführt. Neue Verwaltungseinheiten, Woiwodschaften genannt, wurden geschaffen. Kalisch wurde zur Hauptstadt der gleichnamigen Woiwodschaft, die (mit gewissen Grenzänderungen) bis zum Jahre 1793, der 2. Teilung Polens bestehen sollte. Sie umfasste Süd- und Ostgroßpolen mit Kalisch, Gnesen, Pyzdry/Peisern, Konin und Środa/Schroda und außerdem Nakło nad Notecią/Nakel an der Netze. Am 21. September 1331 belagerte das Heer des Deutschen Ordens unter dem Oberstmarschall Dietrich von Altenburg die Stadt Kalisch, zog jedoch nach ein paar Tagen ab, ohne Erfolge erzielt zu haben. Einige Jahre später, im Juli 1343, liefen Vorbereitungen zum „Kalischer Frieden“ zwischen dem Königreich Polen und dem Deutschen Orden, die eine große Tagung in Kalisch mit sich brachten, an der König Kasimir III. der Große persönlich teilnahm. Mehrere damals bedeutende polnische Städte, unter ihnen Kalisch selber, sind Unterzeichner des Vertrags von Kalisch, der am 23. Juli in Kraft trat und strittige Fragen regelte. Die Regierung des letzten Piastenkönigs, Kasimir III. des Großen, 1333 bis 1370 bedeutete einen großen Fortschritt in der Entwicklung der Stadt Kalisch: Um 1361 erbaute man aus Ziegeln die Wehrmauer der Stadt, um 1363 erweiterte man das alte Schloss Heinrichs des Bärtigen. Es entstanden neue Vorstädte, die Breslauer Vorstadt am Breslauer Tor und die Thorner Vorstadt am Thorner Tor und eine neue Pfarrkirche, zur Mariae Himmelfahrt. Außer dem alten Franziskanerkloster gab es nun zwei gemauerte neue Klöster in der Stadt, das der Kanoniker zum Hl. Geist und das der Kanoniker vom Lateran. 1353 wurde auch das erste Palais der Gnesener Erzbischöfe in der Stadt errichtet. Die erste Städtische Schule entstand 1372.

## Jagiellonenzeit
1410 nahmen Truppen aus der Woiwodschaft Kalisch unter eigener Fahne an der großen Schlacht gegen den Deutschen Orden bei Tannenberg (in polnischer Geschichte als „Schlacht bei Grunwald“ bekannt) teil. 1425 befreite Wladyslaw II. Jagiello die Salzhändler aus der Stadt von Steuern auf dem Territorium Polens und Litauens. Gleichzeitig empfing er den dänischen und schwedischen König Erich X. von Pommern im Kalischer Schloss. Das erste Rathaus mit einem Turm wurde 1426 in Kalisch errichtet. Um diese Zeit entstand auch die zweite Städtische Schule an der Himmelfahrtskirche, die gewisse akademische Rechte hatte und unter der Obhut der Krakauer Universität stand. Während des Dreizehnjährigen Krieges des Königs Kasimir IV. gegen den Deutschen Orden nahmen 1454 Kalischer Truppen an der Belagerung Marienburgs teil. 1461 entstand das Hospital zur Heiligen Dreieinigkeit in der Breslauer Vorstadt, 1489 das hölzerne Bernhardiner-Kloster und die Bernhardiner-Kirche in der Thorner Vorstadt.

## Wasazeit und schwedische Kriege
Bischof Stanislaus Karnkowski holte 1583 die Jesuiten nach Kalisch, die ihre Lehrtätigkeit ein Jahr später in einem provisorischen Schulgebäude begannen. (1584: 200 Schüler, 1586: schon 500 Schüler.) Die barocke Jesuitenkirche zum Hl. Stanislaus und Hl. Adalbert mit dazugehörigem Kloster und Kollegium wurde 1585 bis 1591 aus Karnkowskis Privatmitteln errichtet. Die Architekten waren italienische Jesuiten. 1592 nahm auch das Jesuitentheater am Kollegium seine Tätigkeit auf. Zuerst wurden nur lateinische Stücke inszeniert, später auch polnische.
1603 eröffnete die erste Buchdruckerei in Kalisch (Besitzer: Meister Johann Wohlraab, danach bis 1632 Adalbert Gedelius), es wurden aber ausschließlich Werke von religiösem Inhalt verlegt. Nach dem Tode von Gedelius (um 1636) wurde die Druckerei von den Jesuiten übernommen, die sie bis 1773 betrieben. 1655 begann der „Polnische Krieg“ des Schwedenkönigs Karl X. Gustav, im Zuge dessen schwedische Truppen unter Feldmarschall Arvid Wittenberg Posen besetzten und am 7. August Kalisch erreichten. Der Kalischer Magistrat huldigte dem König von Schweden und zahlte eine Kontribution von 6000 Gulden. Ein großer Brand verheerte am 10. und 11. August 1656 die Stadt. Erhalten blieben nur gemauerte Gebäude: Kirchen, Rathaus, eine Ringseite und ein paar Häuser in der Breslauer Vorstadt. Im darauf folgenden Jahr nahm König Johann II. Kasimir die Schäden in Augenschein und befreite die Stadt und die ihr zugehörigen Dörfer von allen Steuerlasten. Dies half jedoch wenig, der Aufbau der Stadt dauerte sehr lange.
1700 begann der Große Nordische Krieg, in dem Dänemark, Polen, Russland und Sachsen gegen den Schwedenkönig Karl XII. kämpften, der Subsidien aus Frankreich erhält. Am 29. Oktober 1706 wurde die Schlacht bei Kalisch zwischen den Schweden und den polnischen Anhängern des Königs Stanislaus I. Leszczyński (zusammen 15.000 Mann) und Sachsen, Russen und Polen (Anhängern August II. des Starken – zusammen 35.000 Mann) ausgefochten. Die Schweden verloren, ihr Befehlshaber Arvid Axel Mardefelt wurde gefangen genommen. Die Stadt Kalisch zählte nach der schwedischen Okkupation 1707 nur 1000 Einwohner. Ab 1726 wurde dann das schwer beschädigte Kalischer Schloss wiederaufgebaut (die Arbeiten dauern bis 1730).

## Ausklang der Adelsrepublik
Kriegshandlungen während der Konföderation von Bar zerstörten die Stadt 1769 noch mehr. Der Aufbau der Stadt unter der Leitung der „Kalischer Kommission für gute Ordnung“, die von Grundbesitzern der Woiwodschaft gebildet wurde, begann 1776 und führte zur Wiederbelebung des Handels und Handwerks. Ein weiterer Rückschlag ereilte die Stadt 1792, als der große Brand vom 13. September, der in der Breslauer Vorstadt begann, alle Häuser der Stadt außer Kirchen und Klöstern zugrunde gehen ließ. Der große Wirbelwind am 14. Dezember vollendete den Untergang von Kalisch.

## Preußische und napoleonische Zeit
Am 23. Januar 1793 unterschrieben Preußen und Russland den Vertrag über die 2. Teilung Polens. Die Woiwodschaften Posen und Kalisch wurden Preußen zugesprochen. Bis Mai 1793 stand Kalisch daher unter preußischer Militärverwaltung. Am 7. Mai huldigten die Stände Großpolens dem König von Preußen Friedrich Wilhelm II. Die annektierten Gebiete erhielten den Namen Südpreußen, Kalisch wurde dem Regierungsbezirk Posen unterstellt. Im Oktober desselben Jahres entsandte Berlin nach Kalisch eine Aufbaukommission unter der Leitung des Majors von Schack, die die Aufgabe erhielt, das alte Jesuitenkollegium zu einer Kadettenschule umzubauen. Im selben Jahr kam auch die erste Welle der deutschen Übersiedler, vor allem aus der Mark Brandenburg und Niederschlesien. Die Zahl der deutschsprachigen Einwohner von Kalisch betrug in diesem Jahr 120 Personen, bei einer Gesamt-Einwohnerzahl von 3.832 (1793). Da die ehemaligen polnischen Beamten keine Deutschkenntnisse hatten, begann man 1794 Beamte aus Berlin und Ostpreußen hierher zu versetzen, was zu Reibungen führte, da die neuen Beamten die polnische Sprache nicht beherrschten und lokale Juden, deren Sprache Jiddisch ein deutscher Dialekt ist, als Dolmetscher heranziehen mussten.
1795 wurde Kalisch zur Hauptstadt des neuen südpreußischen Regierungsbezirks Kalisch erhoben, der die Kreise Kalisch, Sieradz, Łęczyca samt Wieluń und Tschenstochau umfasste. Im selben Jahr kaufte die deutsche evangelische Gemeinde die ehemalige Jesuitenkirche. Sie sollte bis 1945 als evangelisches Gotteshaus dienen. Das baufällig gewordene Kalischer Schloss wurde 1796 abgerissen. Im nächsten Jahr trug man auch das schwer beschädigte gotische Rathaus ab. Die Kalischer Kadettenanstalt konnte 1797 feierlich eröffnet werden. Die Schüler waren Söhne des ärmeren Adels aus der Gegend im Alter von 8 bis 10 Jahren (1797: 125 Schüler, 1799 schon 200). Der Unterricht umfasste einen Deutschkursus, Preußens Geschichte, Grundlagen der Mathematik und militärische Themen. Die Absolventen der Anstalt wurden zum weiteren Studium in das Kadettenkorps nach Berlin geschickt.
1798 zog Karl Wilhelm Mehwald († 1824) aus Jauer zu, ließ sich in Kalisch nieder und eröffnete seine Druckerei, die bis 1914 bestehen sollte. Mehwalds Verlag begann 1805, die erste Kalischer Zeitung, die zweisprachige Chronik der Stadt Kalisch / Kronika Miasta Kalisza herauszugeben. Später im gleichen Jahr begann auch das zweisprachige Kalischer Wochenblatt / Pismo Tygodniowe Kaliskie zu erscheinen, ebenfalls bei Mehwald. Die preußischen Behörden ließen 1805 den Stadtpark und die großzügig geplante „Königin-Luise-Allee“ anlegen, die längs der Prosna vom Breslauer Tor zum Park läuft. Später hieß sie „Kaiserin-Joséphine-Allee“ und ist bis heute der Prachtboulevard von Kalisch. 1806 hatte Kalisch schon etwa 1800 deutsche Einwohner, die Zahl der Deutschen war größer als die der Juden. Nach der Niederlage Preußens bei Jena-Auerstedt wurden im November 1806 die preußischen Truppen in Kalisch von der Bürgerwehr entwaffnet, die meisten preußischen Beamten flohen. Am 14. November wurde Kalisch von französischen Truppen besetzt. Durch den Frieden von Tilsit 1807 wurde das Herzogtum Warschau geschaffen. Kalisch wurde zur Hauptstadt des gleichnamigen Departements ausersehen. Der 30-köpfige Munizipalrat löste den alten Stadtrat ab, der Bürgermeister – jetzt Stadtpräsident genannt – bekam erweiterte Machtbefugnisse.
Die von den Preußen geschaffene Kadettenanstalt wurde 1808 neu organisiert und den Militärbehörden des Großherzogtums unterstellt. Die Ruine des gotischen Rathausturms wurde im selben Jahr abgerissen, bis 1890 hatte Kalisch kein Rathausgebäude. 1810 wurde die Städtische Realschule auf den Grundmauern des abgetragenen Schlosses erbaut. Die renommierte Schule besteht bis heute, als „Adam-Asnyk-Lyzeum“. 1811 sammelte sich Napoleons Große Armee auf dem Territorium des Departements Kalisch, Russlands Eroberung wurde vorbereitet. Viele Plünderungen und Kontributionen waren die Folge. 1812 zogen die kläglichen Reste der geschlagenen Grande Armée durch Kalisch nach Frankreich zurück. Viele Franzosen starben im provisorischen Lazarett, das eigens für sie eingerichtet wurde, und wurden auf dem Friedhof der Bernhardinerkirche begraben. Eine dort errichtete Gedenksäule erinnert bis heute an sie. Kalisch selbst wurde am 13. Februar 1813 von russischen Truppen belagert. Schon nach einem Tag der Kämpfe zogen sich polnisch-sächsische Truppen nach Schlesien zurück, die Russen okkupierten die Stadt. Am 18. Februar wurde das preußisch-russische Militärbündnis, der Vertrag von Kalisch, abgeschlossen: Preußen gewann Russland als Verbündeten gegen Frankreich für die nun beginnenden Befreiungskriege gegen Napoléon Bonaparte.

## Unter dem Zarenadler
Durch die Beschlüsse des Wiener Kongresses wurde 1815 der größte Teil des ehemaligen Herzogtums Warschau an Russland als sog. Kongreßkönigreich Polen übergeben. Kalisch wurde nun die Hauptstadt einer Woiwodschaft und war von zwei Seiten von Preußen umgeben: Richtung Posen und Richtung Breslau betrug der Abstand von der Stadtgrenze zur Grenze Preußens nur etwa 5 Kilometer. Der Schmuggel in beiden Richtungen florierte und so sollte es bis 1914 tun. Nach Deutschland wurden vor allem Landwirtschaftsprodukte geschmuggelt, aus Deutschland bezog man Eisenwaren, Salz, Galanterie, Tabakwaren und Jagdgewehre. Kalisch hatte in diesem Jahre 7521 Einwohner. Die Pläne der Warschauer Regierung ab 1815, aus Kalisch ein Industriezentrum zu machen, gingen voll in Erfüllung. Seit 1815 entstanden folgende Fabriken:
- Tuchmanufaktur der Gebrüder Johann und Benjamin Repphan (aus Birnbaum)-1816, (1880 abgebrannt) etwa 2.000 Beschäftigte, die Fachkräfte bestehen ausschließlich aus schlesischen Einwanderern
- Textilmanufaktur des Wilhelm Meyer (aus Brieg) 1827–1838, etwa 150 Beschäftigte
- Textilfabrik des W.D. Przechadzki (später: Eduard Fiedler) 1821, 60 Beschäftigte
- Färberei des Wilhelm May (aus Sachsen) 1827, 117 Beschäftigte
- Textilfabrik Pohl et Co. von Johann Heinrich Claassen, Karl Fischer und Friedrich Pohl- (alle aus Breslau) 1826, 220 Beschäftigte, exportierte Baumwollprodukte sogar nach China
- Leinwandweberei des Johann Friedrich Ruderisch (aus Sachsen) -1817, um 20 Gesellen
- Brauhaus des Wilhelm Weigt um 1820, 100 Beschäftigte
- Kurzwarenfabrik des Franz Krause (aus Reichenberg)- 1824- etwa 40 Beschäftigte
- Kurzwarenfabrik des Heinrich Buhle, 1818, 80 Beschäftigte Rathaus im September 1835 während der „Großen Revue von Kalisch“

Rathaus im September 1835 während der „Großen Revue von Kalisch“

- Färberei des David Christoph Schnerr, 1804, etwa 100 Beschäftigte
- Weißgerberei des Karl Heinrich Fritsche (aus Ostpreußen)-1823- etwa 30 Beschäftigte
- Klavierfabrik des Gregor Lindemann, 1827, Jahresproduktion 20–30 Instrumente
- Klavierfabrik des Karl Grünberg, 1840, Jahresproduktion etwa 10 Instrumente
- Gerberei des Wilhelm Fulde (aus Sachsen), 1857, etwa 100 Beschäftigte
- Seifenfabrik des Emil Stark, um 1860, etwa 30 Beschäftigte
- Spitzenfabrik des J.D.Meisner – um 1870
- Klavierfabrik des Arnold Fibiger (aus Sachsen, -1878), etwa 100 Beschäftigte. Diese Fabrik arbeitet bis heute.
- Klavierfabrik des Alexander Fibiger (aus Sachsen) bis 1880, Jahresproduktion etwa 10 Instrumente
- Fabrik der landwirtschaftlichen Geräte der Gebrüder Fellner- 1880.
- Plüsch- und Samtfabrik des Friedrich Gaede – um 1907–1913, etwa 500 Beschäftigte, damals und lange Zeit nachher größter Arbeitgeber in Kalisch.

1824 wurde das monumentales Gerichtsgebäude an der Josephinenallee erbaut, ein Jahr später folgten die schöne steinerne Alexanderbrücke (als Huldigung der Stadt an den „guten Zaren“ Alexander I.) und das Woiwodschaftsamt. Kalisch war 1835 Austragungsort der Großen Revue von Kalisch, einem Militärmanöver zur Bekräftigung des preußisch-russischen Bündnisses mit über 60.000 Beteiligten. Nachdem Kongreßpolen nach der Niederlage des polnischen Novemberaufstandes von 1830 in das Russische Kaiserreich einverleibt wurde, wurden 1837 die Woiwodschaften aufgelöst und Kalisch wurde Hauptstadt eines russischen Gouvernements. Im Frühjahr 1852 brach eine Choleraepidemie aus. Sie fing im jüdischen Viertel mit seinen miserablen hygienischen Verhältnissen an und verbreitete sich über die ganze Stadt. 60 Personen täglich starben. Erst nach dem großen Brand des Judenviertels am 18. Juli ging die Seuche zurück. Ein weiterer Schlag traf die Stadt 1854, als eine große Hungersnot herrschte. Täglich fand die Stadtpolizei Leichen von verhungerten Alten und elternlosen Kindern.
Nach der Auflösung des Gouvernements 1855 wurde Kalisch zum ersten Mal in seiner Geschichte zu einer Kreisstadt degradiert, bevor 1867 das Gouvernement Kalisch wieder aufgerichtet wurde. Mit Bau der ersten Gasanstalt 1871 wurde die Gasbeleuchtung eingeführt. Der Koks musste auf Pferdefuhren aus dem benachbarten preußischen Ostrowo transportiert werden, da Kalisch noch keine Eisenbahn hatte. Von 1880 bis 1890 wurde ein neues (turmloses) Rathaus (Stil der Gründerzeit) errichtet. Kalisch hatte damals etwa 20.000 Einwohner und besaß 3 Hotels, 8 Restaurants, 92 Schankwirtschaften, 5 Konditoreien und 6 Kaffeehäuser, außerdem im Sommer etwa 10 Biergärten. Nach seinem Examen an der Nikolajewschen Kavallerieschule in Sankt Petersburg trat der spätere finnische Nationalheld Gustaf Mannerheim 1889 seinen ersten Offiziersposten im 15. Aleksandrijskij Dragonerregiment in Kalisch an. Eine riesige russisch-orthodoxe Kirche mit fünf Zwiebelkuppeln wurde 1890 im Zentrum der Stadt errichtet. Sie sollte den russischen Charakter der Stadt betonen. Ebenso entstand 1897–1900 ein neues Stadttheater im Stil der Gründerzeit.
Mit großer Verspätung und nach Jahrzehnten von Plänen und Gegenplänen bekam Kalisch 1898 bis 1902 endlich eine Eisenbahnverbindung über Łódź nach Warschau. Bisher musste man die 100 km nach Łódź mit einer Pferdekutsche bewältigen. Reisen nach Breslau (Einkaufsparadies der Kalischaner) oder Posen musste man aber wie bisher mit einer Pferdedroschkenfahrt zum deutschen Grenzbahnhof Skalmerschütz (6 km) anfangen. Die Eisenbahn machte aber, nach russischer Sitte, einen weiten Bogen um die Stadt (aus Angst der zaristischen Behörden vor Revolutionen). Der Bahnhof war etwa 4 km vom Stadtzentrum entfernt. Kalisch hatte damals 23.882 Einwohner. 1902 folgte der Bau des ersten, noch kleinen Elektrizitätswerkes, allerdings bekam nur das Zentrum Strom. Bei Arbeiterunruhen und einem Schülerstreik 1905 forderten die Demonstranten unter anderem den Unterricht in polnischer Sprache (bisher wurde sogar Muttersprache Polnisch auf Russisch unterrichtet). Der Gouverneur rief in Kalisch und dem Gouvernement den Ausnahmezustand aus, worauf die Niederwerfung der Proteste durch Polizei und Militär folgte. 1906 wurde die Bahnstrecke Kalisch – Skalmerschütz erbaut, es gab also endlich eine feste Verbindung zum preußischen Eisenbahnnetz. 1909 kam Gustaf Mannerheim nach Kalisch zurück, diesmal als Befehlshaber des 15. Dragonerregiments. Hier erhielt er seine Beförderung zum Generalmajor 1911. Er blieb in Kalisch bis 1914. Die ersten Telefone in der Stadt wurden 1910 installiert, 1912 begannen erste Arbeiten bei der Kanalisierung der Stadt. 1913 zählte Kalisch schon 65.400 Einwohner, davon etwa 70 % Polen, 25 % Juden und 5 % Deutsche und Russen. Man bezeichnete die Stadt als „Stadt der vier Kulturen“. Für die Russen „beginnt Russland in Kalisch und endet in Wladiwostok“.

## Erster Weltkrieg
Am 1. August 1914 erklärte Deutschland Russland den Krieg. Die russischen Verbände zogen sich daraufhin aus Kalisch zurück. Am 2. August wurde die Stadt vom deutschen 155. Infanterieregiment aus Ostrowo unter dem Befehl von Major Preusker besetzt. Die Stadt musste 50.000 Rubel Kontribution zahlen und 20 Geiseln stellen. Fünf Tage später trat die neben dem Brand von 1792 größte Katastrophe in der Geschichte von Kalisch ein. Aus Gründen, die bis zum heutigen Tage nicht ganz geklärt sind, begann die deutsche Artillerie auf Preuskers Befehl die Beschießung der wehrlosen Stadt, die bis zum 22. August dauerte und viele Tote forderte. Die deutsche Propaganda sprach in jener Zeit von „Freischärlern“, die sich nachts in der Stadt herumgetrieben hätten. Die deutsche Kommission, die 1915 und 1916 die Ursachen der beiderseitigen Beschießung und von deutschen Patrouillen erklären sollte, stellte hingegen fest, dass das falsch war. Die Untersuchung ergab, dass die Patrouillen nur aus Versehen aufeinander geschossen hatten, da sie sich in der Dunkelheit nicht erkannt hatten. Die Beleuchtung der Stadt war in dieser Zeit nämlich sehr gering und schlecht. Der deutsche Befehlshaber Preusker wollte seinen Irrtum als Befehlshaber vertuschen und stellte offiziell fest, dass die Verantwortlichkeit für die Beschießung auf der Seite der Einwohner von Kalisz liege. Am Ende blieben nur ein paar Kirchen und das Gouverneurpalais stehen, das neue Rathaus und das Theater gingen mit beinahe allen Wohnhäusern der Stadt zugrunde: 426 Wohnhäuser, 9 Fabriken und 6 öffentliche Gebäude waren nicht mehr. Die Zerstörung von Kalisch wurde damals in ganz Europa bekannt und tat der Sache der Mittelmächte keinen geringen Schaden an – von nun an sprach man von „deutschen Barbaren“.
Im Dezember 1914 lebten nur noch 5.000 Einwohner in der Stadt Kalisch. Gleichzeitig war die Stadt (das, was von ihr geblieben ist) Sitz der „Kaiserlich deutschen Zivilverwaltung für Polen links der Weichsel“. Im Jahr 1916 besuchte Kaiser Wilhelm II Kalisz.
Die preußische Verwaltung der Stadt legte 1916/17 einen nach dem deutschen architektonischen Stil ausgearbeiteten Aufbauplan der Stadt vor. Wegen des Widerstandes der Einwohnervertreter, die die Stadt im traditionellen polnischen Stil aufbauen wollten, konnte er nicht mehr realisiert werden. Die späteren Behörden von Kalisz, schon im unabhängigen Polen, akzeptierten den polnischen Stil des Aufbaus und versuchten der Stadt ihre frühere Schönheit wiederzubringen. 1919 hatte der Ort 29.227 Einwohner.

## 2. Polnische Republik
Nach Kriegsende bildeten die Bürgerwehr und die Piłsudski-treue geheime Polnische Militärische Organisation (POW, polnisch Polska Organizacja Wojskowa) am 10. November 1918 den Militärstab des „Kalischer Landes“ unter dem Befehl des Leutnants der POW Julius Ulrych. Einen Tag später wurde die Unabhängigkeit Polens proklamiert. In Kalisch entwaffnete man die deutschen Soldaten unter tätiger Mitwirkung der Soldatenräte.
1919 fand die polnische Verwaltungsreform statt, bei der deutsche Regierungsbezirke, österreichische Kronländer/Bezirke und russische Gouvernements abgeschafft und die Woiwodschaften und Kreise wiedereingeführt wurden. Kalisch wurde nun zum zweiten Mal in seiner Geschichte zu einer Kreisstadt degradiert. Historisch gehörte die Region zwar zu Großpolen, aber die Mentalitätsunterschiede zwischen Polen aus ehemaligem Kongreßkönigreich und Polen aus der preußischen Provinz Posen waren zu groß – man befürchtete, dass die beiden Gruppen nicht imstande sein würden, in Eintracht zu leben. Kalisch kam zur Woiwodschaft Łódź, nicht zu Posen. Die deutsche Grenze wurde zwar verschoben und lag nun dort, wo sie jahrhundertelang bis 1793 war – 60 km südwestlich von der Stadt –, die Schmuggelgeschäfte gingen jedoch weiter: diesmal schmuggelte man vor allem Spirituosen, Kleidung, Saccharin und Tabakwaren aus Deutschland nach Polen und nur wenig in umgekehrter Richtung.
In den folgenden Jahren bis 1936 ging der intensive Wiederaufbau der Stadt vonstatten. 6800 neue Wohnungen wurden erbaut, davon 6405 durch Privatmittel, 307 durch den Magistrat und 68 vom Staat. Die Mittel kamen vom Privatkapital, aber auch von großzügigen Krediten des Finanzministeriums und des Ministeriums für Öffentliche Arbeiten. Leider hielt man sich sklavisch treu (aufgrund der Eigentumsverhältnisse bei den Grundstücken) an den alten gitterförmigen Stadtplan mit engen Gassen, wo im Sommer schwere und stickige Luft herrschte. Die wichtigeren in diesem Zeitraum errichteten Gebäude sind das neue Rathaus (mit Turm) im Stil des epigonalen Klassizismus (erbaut 1920–1925), die Polnische Nationalbank an der Josephinenallee (Stil der Moderne) (1926), das Sportstadion (1927) und das neue Kreiskrankenhaus (Stil der Moderne) (1937). Zudem wurde 1925 die wuchtige russisch-orthodoxe Kirche abgetragen und eine kleinere am Eingang zum Stadtpark erbaut. Die wertvolle Innenausstattung wurde aus der alten Kirche in die neue überführt. 1932 entstand das neue, große Elektrizitätswerk, das nun die Versorgung der ganzen Stadt mit elektrischem Strom gewährleistete.
Am 1. Januar 1939 zählte Kalisch (1929 zum Stadtkreis erhoben, 1938 der Woiwodschaft Posen angeschlossen) nach zahlreichen Eingemeindungen der Vorstädte vom Jahre 1934 81.052 Einwohner, davon etwa 20.000 Juden und 2000 Deutsche. Etwa 50 % der Einwohner waren in der Industrie und etwa 25 % im Handel beschäftigt. Die Stadt hatte 19 Grundschulen mit 10.039 Schülern und acht Gymnasien, darunter drei Berufsschulen. Die jüdische Gemeinde verfügte über sechs Grundschulen und ein Gymnasium. Im Brockhaus der Nazi-Zeit (Ausgabe 1937) finden wir die Bemerkung „die Stadt K. hat einen westeuropäischen Charakter“. Am 1. September 1939 begann der Zweite Weltkrieg: Ohne vorherige Kriegserklärung marschierte die Wehrmacht in den Westteil der Zweiten Polnischen Republik ein ("Überfall auf Polen"; damals 'Polenfeldzug' genannt). Am 6. Oktober kapitulierten die letzten polnischen Feldtruppen, nicht jedoch die polnische Exilregierung.

## Nationalsozialismus
Am 4. September 1939 besetzte die 8. Jäger-Division (8. Infanterie-Division der Wehrmacht) unter Generalleutnant Rudolf Koch-Erpach die Stadt Kalisch ohne Kämpfe. Zum 26. Oktober 1939 wurden unter anderem das Posener und Kalischer Gebiet annektiert und als Teil des neuen Reichsgaues Posen, später Wartheland, in das deutsche Reich eingegliedert. Kalisch wurde zum Sitz des Regierungspräsidenten des gleichnamigen Regierungsbezirks. Alle Geschäfte in der Stadt bekamen deutsche „Treuhänder“. Die Straßen erhielten neue deutsche Namen – beispielsweise hieß die Josephinenallee ab nun „Hermann-Göring-Allee“. (Nach 1945 wurde sie Stalinallee genannt.) Zum 1. Januar 1940 wurde Kalisch formell als Stadtkreis bestätigt. Der Stadt wurde das Recht der Deutschen Gemeindeordnung vom 30. Januar 1935 verliehen mit der Folge, dass sie nicht mehr von einem Stadtkommissar, sondern durch einen Oberbürgermeister nach den gleichen Grundsätzen wie im Altreich verwaltet wurde. Der Sitz des Regierungspräsidenten wurde zum 1. April 1940 von Kalisch nach "Litzmannstadt" (NS-Bezeichnung, polnisch Łódź) verlegt. Diese Stadt war mit ihren angrenzenden Gebiet nachträglich am 9. November 1939 in das Wartheland eingegliedert worden. In Kalisch hatte der Landrat des Landkreises Kalisch seinen Sitz, ferner der Amtskommissar für den Amtsbezirk Kalisch-Land. In diesem Jahr wurde auch das für die Kalischer Juden geschaffene Ghetto aufgelöst und die Insassen nach Łódź deportiert. Außerdem entstanden 1940 zwei polnische Widerstandsorganisationen, die aber schon im nächsten Jahr von der Gestapo entdeckt wurden. 65 Untergrundskämpfer wurden in Konzentrationslager geschickt, viele von ihnen nach Buchenwald.
Das Jahr 1941 brachte den Beginn der schonungs- und rücksichtslosen Germanisierungspolitik. Alle polnischen Einwohner mussten die Stadtmitte verlassen, um die Wohnungen für die anzusiedelnden Deutschen freizumachen. Diese waren vornehmlich Deutsch-Balten, Deutsche aus Siebenbürgen und Deutsche aus der Bukowina, die von den NS-Behörden überredet worden waren, die alte Heimat zu verlassen und ins Wartheland zu gehen. 1945 sollte dies zu einer großen Tragödie für diese Bevölkerungsgruppe führen. Da Łódź seit dem 11. April 1940 Litzmannstadt hieß, wurde auch der Regierungsbezirk Kalisch am 15. Februar 1941 in Litzmannstadt umbenannt.
1942–1944 folgten weitere Deportationen der polnischen Bevölkerung von Kalisch: insgesamt wurden 30.000 Personen ausgewiesen. In diesen Jahren schafften die NS-Behörden das „Gaukinderheim“ im Gebäude des ehemaligen Klosters der Nazaretschwestern. Im Gaukinderheim verweilten polnische Kinder, die den rassischen Idealen der Nazis entsprachen. Ihren Eltern entrissen, waren sie zur Adoption in Deutschland vorgesehen, bekamen neue deutsche Vor- und Nachnamen und durften nur deutsch sprechen. Das Heim beherbergte im Durchschnitt etwa 200 Kinder jährlich. Das Schicksal vieler von diesen Kindern ist bis heute ungeklärt.
1942 entstand in Kalisch eine Abteilung der Polnischen Heimatarmee (Armia Krajowa) – der größten polnischen Widerstandsorganisation. 1943 wurde auch eine Parteizelle der polnischen KP ins Leben gerufen, es gelang jedoch nicht, in der stark bürgerlich oder sozialdemokratisch empfindenden Stadt eine Kampforganisation der KP zu gründen. Die Kalischer Heimatarmee wurde im März 1944 von der Gestapo entdeckt, die meisten Mitglieder wurden verhaftet. Am 19. Januar 1945 stand die Sowjetarmee 50 km östlich von Kalisch. Vier Tage vor der Befreiung wurden 56 Untergrundkämpfer der Heimatarmee von der SS erschossen. Am frühen Morgen des 23. Januar begann der Kampf um Kalisch, am Abend wurde die Stadt von der Sowjetarmee besetzt. Die Schäden in der Stadt waren diesmal gering – der Turmhelm der Josephskirche wurde abgeschossen und ein Haus in der Innenstadt brannte nieder.

## Volksrepublik Polen
Am 24. Januar 1945 formierte sich die kommunistische „Volksmacht“. Es gab noch (bis 1948) andere Parteien außer der Polnischen Arbeiterpartei (KP), die ihre Vertreter zum Stadtrat (nunmehr und bis 1990 „Städtischer Nationalrat“ genannt) entsandten, alle wichtigen Posten – Stadtpräsident, Polizeikommandant usw. – wurden jedoch von Kommunisten besetzt, einer Partei, die vor 1939 etwa 20 Mitglieder in Kalisch zählte. Kalisch kam nun zur Woiwodschaft Posen, was sich aus oben (2. polnische Republik) angeführten Gründen als keine gute Lösung erwies. Die alte preußisch-russische Grenze spukte noch in den Köpfen. Kalisch hatte damals etwa 50.000 Einwohner, davon etwa 400 Alt-Kalischaner deutscher Herkunft und höchstens 100 Juden.
1945 wurde zudem die Evangelische Kirche der Gemeinde abgenommen und als katholische Garnisonkirche genutzt. Spätere Versuche der evangelischen Gemeinde, die Kirche zurückzubekommen, scheiterten daran, dass die entsprechende Grundbucheintragung über den Kauf der Kirche vom Staat (1795) zerstört worden waren. 1945 bis 1948 war die Stadt überbevölkert, denn das unzerstörte Kalisch musste viele obdachlos gewordene Familien aus zum Beispiel Warschau aufnehmen. Ein kommunistisches „Einquartierungsamt“ verwaltete nun alle Wohnungen in der Stadt und führte viele Zwangseinquartierungen durch. Bis in die 80er Jahre wohnten mehrere Familien in einer Wohnung.
1948 senkte sich der Eiserne Vorhang nieder. Verschärfter Terror der Geheimpolizei UB gegen Andersdenkende war die Folge. Im Frühjahr dieses Jahres, an einem Wochenende abends um 22 Uhr, zerrten die Geheimpolizei und die Vertreter der Stadtbehörden alle Inhaber von Privatgeschäften aus ihren Betten. Alle Geschäfte wurden mit sofortiger Wirkung sozialisiert, alle Waren mussten ohne Entschädigung an die neue städtische HO übergeben werden. Ab dem darauffolgenden Montag waren die Kalischer Kaufleute nur Angestellte in ihren ehemaligen Geschäften. Durch die Währungsreform 1949 (etwa 20 alte Złoty für einen neuen), die auch an einem Wochenende durchgeführt wurde, verlor ein großer Teil der Bevölkerung seine Ersparnisse, denn nur Spareinlagen bei Banken und Sparkassen wurden zu vollem Kurs umgetauscht, für Bargeld bekam man einen viel schlechteren Kurs. Die Flucht zum Dollar und alten Goldrubeln begann, obwohl ihr Besitz strafbar war.
Die stalinistischen Behörden begannen 1952 zaghaft den Wohnungsbau. Die neuen Häuser waren noch keine Plattenbauten und wurden auf leeren Grundstücken im Stadtzentrum gebaut. Beim Posener Arbeiteraufstand 1955 blieb Kalisch ruhig. Auch als ein Jahr später der Ungarnaufstand ausbrach, war dies nicht anders. In der ganzen Stadt wurden Gelder, Kleider usw. für die Ungarnhilfe gesammelt. Gleichzeitig, im Herbst vor dem Gomułka-Oktober, rollten drei Tage und Nächte lang sowjetische Panzer aus Schlesien Richtung Warschau, um die Politiker der Hauptstadt einzuschüchtern. Die nach 11 Jahren Kommunismus schon ernsthaft propaganda-benebelte Bevölkerung von Kalisch empfing sie mit Blumen. Die Gomułka-Herrschaft 1956–1970 brachte völlige Lethargie und die Verarmung der Gesellschaft.
1970 bis 1980, während der Gierek-Herrschaft, gelang es der KP durch große Anleihen in Westeuropa, die Wirtschaft anzukurbeln. In Kalisz entstanden fünf neue Fabriken und große Neubauviertel (Plattenbauten) in den Vorstädten. Durch die Verwaltungsreform 1975 wurde Kalisch wieder (gegen heftige Proteste aus Ostrowo) zur Hauptstadt einer Woiwodschaft, die aber recht bunt zusammengewürfelt war: ein paar Gemeinden kamen aus der alten Woiwodschaft Posen, andere aus dem Łódźer Gebiet und wieder ein paar andere aus Niederschlesien. Das Ganze passte nicht richtig zusammen. 1980 gedieh auch in Kalisch die Massenbewegung der Solidarność. Die folgenden Jahre von 1981 bis 1989 waren geprägt von der Agonie des „real existierenden Sozialismus“. Mangelwirtschaft, Verelendung und Emigration in den Westen Europas bewegten die Bevölkerung. 1990 schließlich begann die Zeit der 3. Polnischen Republik. Ein Höhepunkt für die Einwohner von Kalisz war der Besuch von Papst Johannes Paul II. am 4. Juni 1997 im Rahmen einer seiner zahlreichen Auslandsreisen. Aus Anlass seines Besuches wurden die Fassaden frisch gestrichen.